# Lacydonia eliasoni
Lacydonia eliasoni är en ringmaskart som beskrevs av Hartmann-Schröder 1996. Lacydonia eliasoni ingår i släktet Lacydonia och familjen Lacydoniidae. Arten är reproducerande i Sverige. Inga underarter finns listade i Catalogue of Life.